# Frontière entre l'Indonésie et la Malaisie
L'Indonésie et la Malaisie ont une frontière commune de 2019,5 kilomètres située sur l'île de Bornéo ainsi que différentes frontières maritimes. Les questions concernant la frontière terrestre ont été définitivement réglées en 1928, mais il existe encore des désaccords sur le tracé de la frontière maritime, particulièrement à l'Est, dans la Mer de Célèbes.